# Philippe Royer
 (juin 2022).
Philippe Royer, né le 6 novembre 1965 à Argentan, est un entrepreneur français.
Fondateur du réseau Cléophas Sens & Performance, il associe une compétence pointue dans le conseil en leadership, stratégie et innovation à une expérience de 27 ans de dirigeant d’entreprise au sein de Seenovia et du groupe national coopératif Seenergi, il a aussi entrepris en 2014 le sauvetage du poumon culturel de sa ville pour installer et transmettre la librairie Corneille FNAC à Laval. Il a été un président national développeur du mouvement des Entrepreneurs et dirigeants chrétiens (EDC) de 2018 à 2022.En février 2023, il devient président national de Fratello.

## Biographie

### Famille et formation
Philippe Royer naît en Normandie dans une ferme de l’Orne, à Montgaroult près d'Argentan en 1965, de parents éleveurs laitiers et benjamin d’une fratrie de trois enfants. Ayant vécu une  enfance heureuse, il envisage de devenir à son tour agriculteur, il obtient un BTS agricole au lycée du Robillard, dans le Calvados. Cependant, son mariage à une femme pharmacienne de formation et artiste peintre, remet en cause sa position dans le monde rural mais pas son engagement pour celui-ci. Il décide donc de travailler dans le monde de l’entreprise, mais toujours dans l’objectif de servir le monde agricole. Marié, il a quatre enfants,.

### Carrière
Philippe Royer est engagé en 1987 comme conseiller agricole dans l’entreprise de contrôle laitier du Calvados. Il y gravit peu à peu les échelons et prend des responsabilités jusqu’à parvenir la direction générale à 29 ans. En parallèle, il continue ses études et entreprend une licence, suivie d’une maîtrise et d’un DESS à l'institut d'administration des entreprises de Caen entre 1992 et 1995. En 1998, il prend la direction du Contrôle laitier de la Mayenne à Saint-Berthevin, qui propose conseils et services en élevage dans la Mayenne et  devient directeur général en 2008. En 2014, dans le but de sauver le poumon culturel de sa ville, Philippe Royer avec un pôle d'associés achète la librairie Chapitre de Laval, alors en liquidation judiciaire et la rebaptise « Librairie Corneille ». En 2018, cet espace devient une franchise Fnac. Début 2022 il passe le temoin de la Presidence à une jeune entrepreneuse Lavalloise. 
En 2015, Clasel et quatre autres entreprises de conseil en élevage de l’ouest, du Nord et de l'Est de la France s’associent pour créer le groupe national Seenergi. Passionné par la vision, les stratégies d'alliance et par les enjeux de création de valeur pour les filières, la direction générale du groupe d'union de coopératives agricoles lui revient. En lien avec ses élus Seenergi et Seenovia et ses équipes, il déploie une vision agricole qui concilie vivant et modernité. Il est promoteur et acteur du travail sur la raison d'être et du label Entreprise à mission. Il est moteur de l'alliance stratégique nouée avec le Groupe Genes Diffusion Il est animé par la création de valeur dans les filières et par sa une juste répartition entre les acteurs.
Après avoir déployé un savoir faire de transformation d'entreprise qui s'est traduit par le développement et le rayonnement du groupe Seenergi, il a décidé de créer son cabinet de conseil en  2022, Cairos pr puis co-fonde le réseau Cléophas Sens et performance, spécialisé dans le leadership, la stratégie et l’innovation afin de diffuser et démultiplier  ce savoir-faire de transformation à de nombreux autres dirigeants d'entreprises en France et ainsi les aider à relever avec succès et performance les défis actuels liés à la transformation digitale, à l'évolution societale et aux enjeux environnementaux, technologiques ., énergétiques  ...

### Direction du mouvement des Entrepreneurs et dirigeants chrétiens
Vice-président du mouvement Entrepreneurs et dirigeants chrétiens qu’il a rejoint en 2004, Philippe Royer est élu le 16 mars 2018 président du mouvement par l’assemblée générale de l’association pour une durée de quatre ans. Il succède à Laurent Bataille, le président directeur général de Poclain Hydraulics à la tête du mouvement œcuménique. Ce dernier en plein développement s'est implanté à l'international dans 22 pays et rassemble 3500 dirigeants d’entreprise issus de tous les domaines économiques. Deux vice-présidents œuvrent aux côtés de Philippe Royer, à savoir Cyril de Quéral, dirigeant d’Expertime/Powell Software, Martin d'Avezac, entrepreneur Bordelais. Convaincu que les valeurs doivent s'inscrire dans la modernité, interpelé par l'exclusion, inspiré par Laudato Si et par le Pape François qu'il rencontre à Rome le 7 janvier 2022, il porte le concept d'« économie du bien commun » qui vise  à innover, développer une  performance économique en prenant en compte le respect et la valorisation de toutes les parties prenantes et la prise en compte des enjeux environnementaux,,,. Riche d'une foi chrétienne assumée, il invite à l'ouverture, aime bâtir des ponts car il est convaincu que la richesse se trouve dans l'équilibre entre l'identité et l'altérité.
Il temoigne dans un livre collectif des EDC "Humaniser l'entreprise" publié aux éditions Mame rappelant que l'entreprise est avant tout une formidable aventure humaine et publie en tant que président des EDC un livre en février 2022 intitulé "S'engager pour le bien commun" aux éditions Emmanuel. Il explique avec vigueur le nécessaire changement de paradigme, met en garde contre le risque du "Tout est foutu !" et donne des clés de réflexion donnant l'envie d'entreprendre sa vie et de devenir acteur au service du bien commun.En 2014 , il co-fonde l’association Bien vieillir en Mayenne qui fédère de nombreux partenaires qui comme lui sont attachés à l’intergénérationnel et au prendre soin. Il inspire et soutient des amis acteurs du  projet intergénérationnel St Julien à Laval. 
En février 2022, convaincu qu’il faut réparer la fracture sociale et redonner une dignité matérielle et spirituelle aux délaissés, il accepte l’appel à prendre la présidence de l’association Fratello créée en 2016 pour sensibiliser le monde à la précarité et prendre en charge la journée mondiale des pauvres en lien avec les nombreux acteurs du monde caritatif.